# Lačni Franz
Lačni Franz je slovenska rockerska glasbena skupina.
Skupino so ustanovili Oto Rimele, Zoran Predin, Zoran Stjepanovič, Mirko Kosi in Andrej Pintarič junija 1979 v Mariboru. Prvič so nastopili na Drugi Gimnaziji v Mariboru oktrobra 1979, prvi večji uspeh pa so dosegli leta 1981 na Festivalu omladina  v Subotici (Vojvodina, Srbija), kjer so prejeli nagrado za interpretacijo pesmi Šank rock. Istega leta so prejeli tudi nagrado sedmih sekretarjev SKOJ-a. Leta 1986 je na kitari Ota zamenjal Milan Prislan. Zoran Predin je vzporedno z delovanjem v skupini začel ustvarjati tudi kot solo izvajalec in leta 1989 z Arsenom Dedićem izdal album Svjedoci - priče. Do leta 1995, ko so Franzi prenehali z delovanjem, so izdali 8 studijskih albumov in dva v živo. Leta 2001 je kratkotrajno obujeni Lačni Franz brez Zoran Predina izdal album V peni sprememb. Leta 2014 je Zoran Predin vzporedno s svojo solistično kariero obudil Franze z novimi člani, s katerimi je posnel album novih pesmi in dva albuma prirejenih starih pesmi. Zadnji koncert je skupina izvedla v Cvetličarni v Ljubljani 17. novembra 2022.

## Diskografija

#### Studijski albumi in v živo
1. Ikebana (1981)
2. Adijo pamet (1982)
3. Ne mi dihat za ovratnik (1983)
4. Slišiš, školjka poje ti (1984), v živo
5. Slon med porcelanom (1984)
6. Na svoji strani (1986)
7. Sirene tulijo (1987)
8. Tiha voda (1989)
9. Zadnja večerja (1994)
10. Petnajstletnica v živo (1995), v živo
11. V peni sprememb (2001)
12. Ladja norcev (2016)
13. Svako dobro (2016)
14. Akustična pusa (2017)
15. Nova nebesa (2017)
16. Tu smo - vaši smo (2020), v živo

Kompilacije
- Kaj bi mi brez nas (1989)
- Ilegalni pubertetniki (1991)
- Nasvidenje na plaži (1995)
- Starši vaših radosti, 25 let (2004), DVD v živo
- The Ultimate Collection (2011), CD1

## Zasedba
- Zoran Predin (vokal)
- Oto Rimele (kitara)
- Zoran Stjepanovič (bas kitara, harmonika)
- Mirko Kosi (klaviature)
- Andrej Pintarič (bobni)
- Damjan Likavec (bobni)
- Sašo Stojanovič (bas kitara)
- Milan Prislan (kitara)
- Nino Mureškič (tolkala)
- Boštjan Velkavrh (vokal)
- Anej Kočevar (bas kitara)
- Boštjan Artiček (klaviature)
- Luka Čadež (bobni)
- Klemen Lombar (kitara)
- Tine Čas (kitara)